# Oliver Bias
Oliver Bias (15 de junio de 2001) es un futbolista alemán que juega en la demarcación de extremo para el Persija Jakarta de la Liga 1 de Indonesia.

## Biografía
Empezó a formarse como futbolista en el FC Erzgebirge Aue, hasta que finalmente en 2015 se marchó a la disciplina del RB Leipzig. Jugó en la cantera del club durante tres años, hasta que finalmente el 2 de agosto de 2018 debutó con el primer equipo en un partido de clasificación para la Liga Europa de la UEFA contra el BK Häcken, partido en el que sustituyó a Ibrahima Konaté en el minuto 64 y que finalizó con un resultado de empate a uno.

## Clubes
| Club                     | País       | Año       | Partidos | Goles |
| ------------------------ | ---------- | --------- | -------- | ----- |
| R. B. Leipzig            | Alemania   | 2018-2020 | 1        | 0     |
| FSV Optik Rathenow       | Alemania   | 2020-2021 | 2        | 0     |
| F. C. Nitra              | Eslovaquia | 2021      | 0        | 0     |
| Azkals Development Team  | Filipinas  | 2021-2022 |          |       |
| Chiangmai United F. C.   | Tailandia  | 2022-2023 | 4        | 0     |
| Azkals Development Team  | Filipinas  | 2023      |          |       |
| Persija Jakarta (cedido) | Indonesia  | 2023-     |          |       |